# Sergio Atzeni
Sergio Atzeni (Capoterra, 14 d'octubre del 1952 - Carloforte, 6 de setembre del 1995) va ser un escriptor i periodista sard.

## Biografia
Nascut a Capoterra, va passar la primera infantesa a Orgosolo i després va traslladar-se a la capital de Sardenya, Càller. De jove es va dedicar al periodisme, col·laborant amb els principals diaris sards, i en aquest mateix període es va incorporar al Partit Comunista Italià, participant activament en la vida política de la capital, de la qual el pare, Licio, va ser durant anys el secretari de la federació del PCI. No va ser fins anys després que va trobar una feina estable (a l'empresa elèctrica ENEL), que, tanmateix, va abandonar al cap de poc temps.
El 1977 funda, juntament amb altres persones, el periòdic «Altair. Mensual sard de turisme i temps lliure», del qual va ser director i que es va publicar fins al 1981. El 1986 es va traslladar, primer a Europa i després a Torí.
Seran aquests els anys més profitosos en la seva carrera de novel·lista: és aleshores quan escriu les obres més importants, com L'apologo del giudice bandito, El fill de Bakunìn, Passàvem per la terra lleugers i Il quinto passo è l'addio.
Les seves novel·les són ambientades a Sardenya i s'inspiren sobretot en l'interès de l'autor per la reconstrucció històrica d'escenaris del passat de Sardenya, des de l'època dels nurags fins a les lluites socials dels miners del Sulcis i de l'Iglesiente a la primeria del segle xx. Els protagonistes de les seves històries pertanyen a les classes socials més diverses, però Atzeni dona protagonisme sobretot al poble dels humils, dels derrotats, dels marginals.
Passem per la terra lleugers, publicat pòstumament, és una reconstitució mítica de la història de Sardenya, vista i explicada com una memòria comuna que es transmet de generació en generació. Com al pòstum Bellas mariposas (Sellerio 1996, de la qual Salvatore Mereu va fer la pel·lícula del mateix nom el 2012, seleccionada per al Festival de Venècia), Atzeni també combina aquí el sard (sobretot la varietat popular dels afores de Càller) amb l'objectiu de posar en valor la llengua, de manera similar a com ho fa Andrea Camilleri amb el sicilià.
Els darrers anys, després d'abandonar la militància política, s'apropa, si b de manera problemàtica, a la religió.
«Sóc sard, italià, europeu», com ell mateix es defineix durant la consolidació de la integració europea.
La vida i la carrera d'un escriptor va acabar tràgicament al mar de Carloforte, on Atzeni va morir el 6 de setembre de 1995 llançat per una onada a les roques de l'illa de Sant Pere. Després de la seva mort, es van trobar altres escrits, la majoria dels quals es van publicar ràpidament. Els llibres d'Atzeni continuen sent molt llegits a Sardenya i troben nombrosos admiradors també a Itàlia. Juntament amb Salvatore Mannuzzu i Giulio Angioni, la seva obra sovint se cita com el fonament d'una nouvelle vague o de la nova literatura sarda, avui molt estesa a Itàlia i Europa.

## Obres
Novel·les:
- L'apologo del giudice bandito, Palermo, Sellerio, 1986.
- El fill de Bakunin (novel·la), Palermo, Sellerio, 1991.
- Il quinto passo è l'addio, Milà, Mondadori, 1995; posteriorment: Nuoro, Il Maestrale, 1996; Nuoro, Ilisso, 2001.
- Passavamo sulla terra leggeri, Milà, Mondadori, 1996; posteriorment: Nuoro, Il Maestrale, 1997; Nuoro, Ilisso, 2000. En català: Atzeni, Sergio. Passàvem per la terra lleugers. Traducció: Adrià Martín.  Palma: Lleonard Muntaner, 2022. ISBN 978-84-1875-895-9.[8][9][10][11][12]

Contes:
- Araj Dimoniu. Antica leggenda sarda, Càller, Le Volpi Editrice, 1984 (reeditat dins: Bellas mariposas 1996).
- Bellas mariposas, Palerm, Sellerio, 1996.
- Gli anni della grande peste, Palerm, Sellerio, 2003.
- I sogni della città bianca, a cura de Giuseppe Grecu, Nuoro, Il Maestrale, 2005.
- Racconti con colonna sonora e altri in giallo, a cura de Giancarlo Porcu, Nuoro, Il Maestrale, 2002; 2a ed. 2008.

Poesies:
- Quel maggio 1906-Ballata per una rivolta cagliaritana, introducció de G. Podda, Càller, Edes, 1977.
- Due colori esistono al mondo, il verde è il secondo, Nuoro, Il Maestrale, 1997 (col·lecció de versos).
- Versus, edició crítica de Giancarlo Porcu, Nuoro, Il Maestrale, 2008 (conté tota l'obra poètica).

Assaig:
- Raccontar fole, editat per Paola Mazzarelli, Palerm, Sellerio, 1999 (col·lecció de fantasies i malentesos dels informes sobre Sardenya escrits pels viatgers del segle XIX).
- Scritti giornalistici (1966-1995), editat per Gigliola Sulis, 2 vols., Nuoro, Il Maestrale, 2005.

Diversos:
- Sì... otto!, Càller, Condaghes, 1996.
- Fiabe sarde, contes explicats per Sergio Atzeni i Rossana Copez, dibuixos de Franco Pruna, presentació d'Albino Bernardini, Càller, editorial Zonza, 1978.
- Fiabe sarde, contes explicats per Sergio Atzeni i Rossana Copez, presentació d'Albino Bernardini, introducció de Giacomo Mameli, il·lustracions de Bruno Olivieri, Càller, Condaghes, 1996.

Traduccions:
- Henriette d'Angeville, Io in cima al Monte Bianco, Torí, Vivalda, 1989.
- Gilles Lipovetsky, L'Impero dell'effimero, Milà, Garzanti, 1989.
- B. i L. Bennassart, Cristiani di Allah, Milà, Rizzoli, 1991.
- Alfonso Bonfioli Malvezzi, Viaggio in Europa, Palerm, Sellerio, 1991.
- Maria José di Savoia, Giovinezza di una regina, Milà, Mondadori, 1991.
- Michel Hoáng, Gengis Khan, Milà, Garzanti, 1992.
- Michel Onfray, Cinismo, Milà, Rizzoli, 1992.
- Stendhal, I ventitré privilegi, Milà, Mondadori, 1992.
- Claude Lévi Strauss, Storia di Lince, Torí, Einaudi, 1993.
- Jean-Paul Sartre, L'ultimo turista, Milà, Il Saggiatore, 1993.
- Tabari, I profeti e i re, Parma, Guanda, 1993.
- Patrick Chamoiseau, Texaco, Torí, Einaudi, 1994.
- Gérard Genette, Finzione e dizione, Parma, Pratiche, 1994.
- Françoise Dolto, I problemi dei bambini, Milà, Mondadori, 1995.
- Alexandra Lapierre, Fanny Stevenson, Milà, Mondadori, 1995.
- Jean-Paul Roux, Tamerlano, Milà, Garzanti, 1995.
- Françoise Dolto, Solitudine felice, Milà, Mondadori, 1996.

### Articles
- M. Broccia, The Sardinian Literary Spring: An Overview. A New Perspective on Italian Literature, dins "Nordicum Mediterraneum", vol. 9, n. 1 (2014).
- M. Cardinet Antona, L'opera di Sergio Atzeni: una poesia umanista e meridionale, «La grotta della vipera», XXIV, 81, primavera 1998, pp. 34–38.
- Franco Cordelli, Il Quinto passo fatale, «L'Indipendente», 17-18 de setembre del 1995.
- Ernesto Ferrero, Atzeni vive con le sue farfalle, «La Stampa», suplement «Tuttolibri», 30 de gener del 1997.
- Goffredo Fofi, La morale di Atzeni, «l'Unità», 18 de setembre del 1995.
- Carlo Lucarelli, Sergio e io, «La grotta della vipera», XXII, 78, primavera 1997, p. 52.
- Loriano Macchiavelli, Appunti per Atzeni, «La grotta della vipera», XXVII, 94, primavera 2001, pp. 23–24.
- D. Manca, Una Storia immobile nelle due Sardegne dell'Apologo di Sergio Atzeni, dins Îles de Mémoires. Corsica e Sardegna, Sàsser-Bastia, Edes-Editions Dumane, 2004, pp. 163–175.
- Giancarlo Porcu, Un'esistenza concentrata su un inesausto lavoro di scrittura, «l'Unione Sarda», 27 de juny del 2003.